# Северка (муниципальный округ Горноуральский)
Северка — посёлок в Пригородном районе Свердловской области России. Входит в муниципальный округ Горноуральский, управляется Синегорской территориальной администрацией.
Ранее Северка входила в состав Синегорского поссовета Пригородного района.

## География
Посёлок Северка расположен в глухой лесистой местности, среди Уральских гор, в 53 километрах к западу от города Нижнего Тагила, на левом берегу реки Северной. К востоку от посёлка проходит граница между Европой и Азией. В 18 километрах к востоку от Северки расположен посёлок Синегорский, а в 20 километрах к западу — посёлок Серебрянка. Через эти три населённых пункта проходит шоссе местного значения Нижний Тагил — Серебрянка.
В посёлке Северка три улицы, сходящиеся в единственном перекрёстке:
- Горная (меридионально протянувшаяся на юг от перекрёстка),
- Новосёлов (меридионально протянувшаяся на юг от перекрёстка),
- Октябрьская (широтного направления, ведёт на запад от перекрёстка).

Часовой пояс
Северка, как и вся Свердловская область, находится в часовой зоне МСК+2. Смещение применяемого времени относительно UTC составляет +5:00.

## Население
| 2002 | 2010 | 2021 |
| ---- | ---- | ---- |
| 214  | ↘118 | ↘66  |

Структура
По данным Всероссийской переписи населения 2002 года, русские составляли 92 % от общего числа жителей Северки. По данным переписи  населения 2010 года, в посёлке проживали 61 мужчина и 57 женщин.